# ABB
ABB Ltd (Asea Brown Boveri) – międzynarodowy koncern z siedzibą główną w Zurychu. Działa w takich branżach jak automatyka, robotyka i energetyka; producent stacji i systemów elektroenergetycznych, aparatury elektrycznej, aparatur rozdzielczych wysokich, średnich oraz niskich napięć.
Spółka notowana jest na giełdach w Zurychu, Sztokholmie, Nowym Jorku, a do 2005 roku była notowana dodatkowo na giełdach w Londynie i Frankfurcie. Działa w ponad 100 krajach, zatrudniając około 144 000 pracowników.

## Historia
Grupa ABB powstała w 1988 w wyniku fuzji dwóch dużych przedsiębiorstw branży elektroenergetycznej, których korzenie sięgają XIX wieku:
- ASEA (Allemana Svenska Elektriska Aktienbolaget) szwedzkiego przedsiębiorstwa istniejącego od 1883,
- BBC (Brown Boveri Company, pierwotnie Brown Boveri & Cie) szwajcarskiego przedsiębiorstwa istniejącego od 1891 r.

Na przestrzeni lat Grupa przejmowała liczne przedsiębiorstwa z branż energetyki oraz automatyki. W skład Grupy ABB wchodzą (bądź okresowo wchodziły) takie przedsiębiorstwa jak Westinghouse Electric (producent urządzeń wykorzystujących energię jądrową), Combustion Engineering (producent m.in. reaktorów dla elektrowni jądrowych), Elsag Bailey (firma z branży automatyki), Ber-Mac Electrical and Instrumentation (przemysł paliwowy), Ventyx (producent oprogramowania), Baldor Electric (producent napędów i silników elektrycznych), Thomas & Betts (produkty elektryczne), Tropos (technologie bezprzewodowe), Power-One (producent inwerterów solarnych), GE Industrial Solutions.
Grupa współpracowała także z firmą Alstom, z którą pracowała nad tworzeniem nowoczesnych systemów produkcji energii.

## Działalność

ABB na świecie

ABB jest jednym ze światowych liderów w dziedzinach energetyki oraz automatyki. Przedsiębiorstwo jest aktywne w wielu gałęziach przemysłu, działa m.in. w sektorach energetycznym, wydobywczym, morskim, paliwowym, transportowym oraz przetwórstwa minerałów.
Oprócz działalności produkcyjnej Grupa ABB prowadzi także prace badawczo-rozwojowe, współpracując z ponad 70 uczelniami wyższymi. Prace badawcze skoncentrowane są w siedmiu Centrach Badawczych należących do grupy ABB.

## Struktura organizacyjna

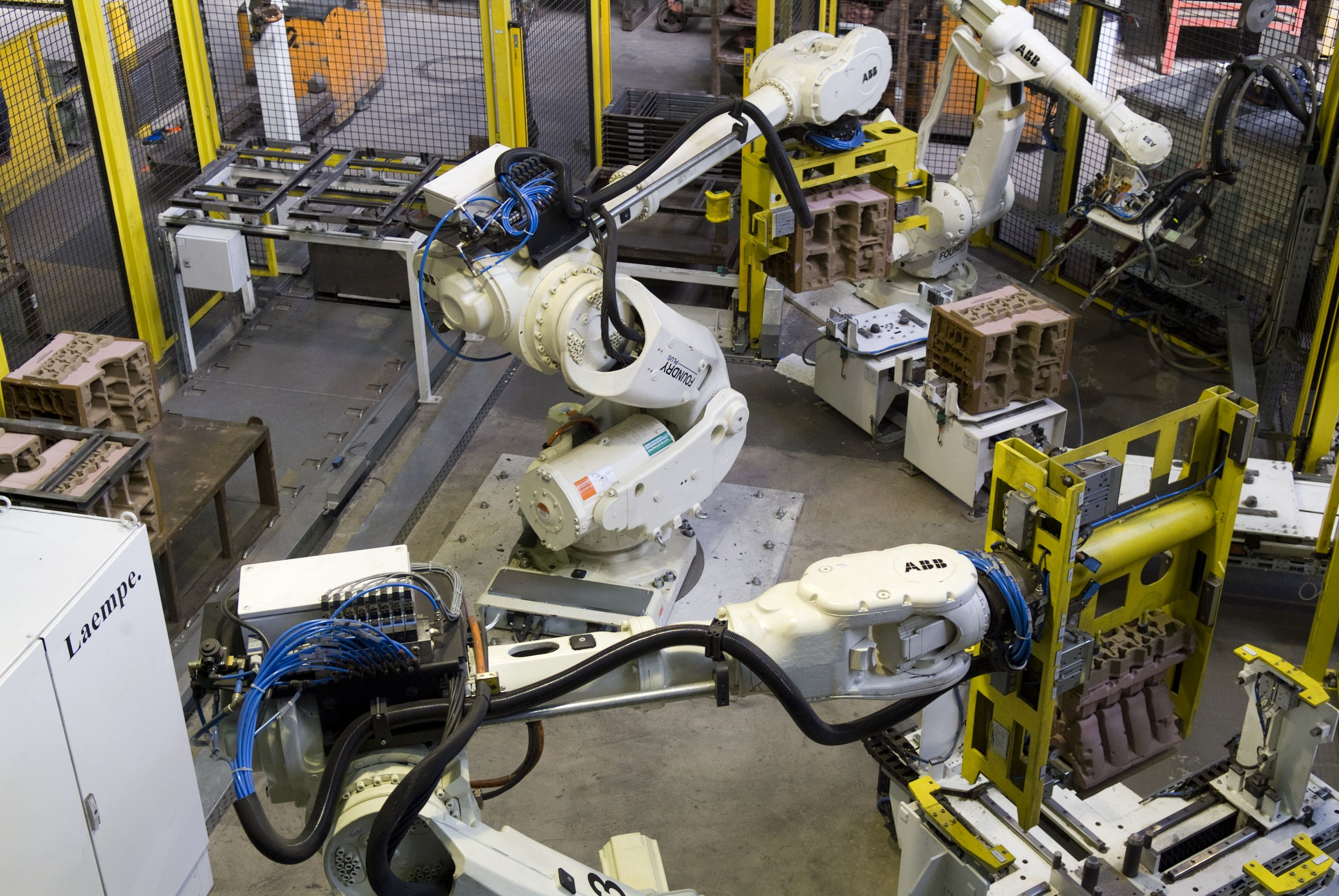
Roboty ABB

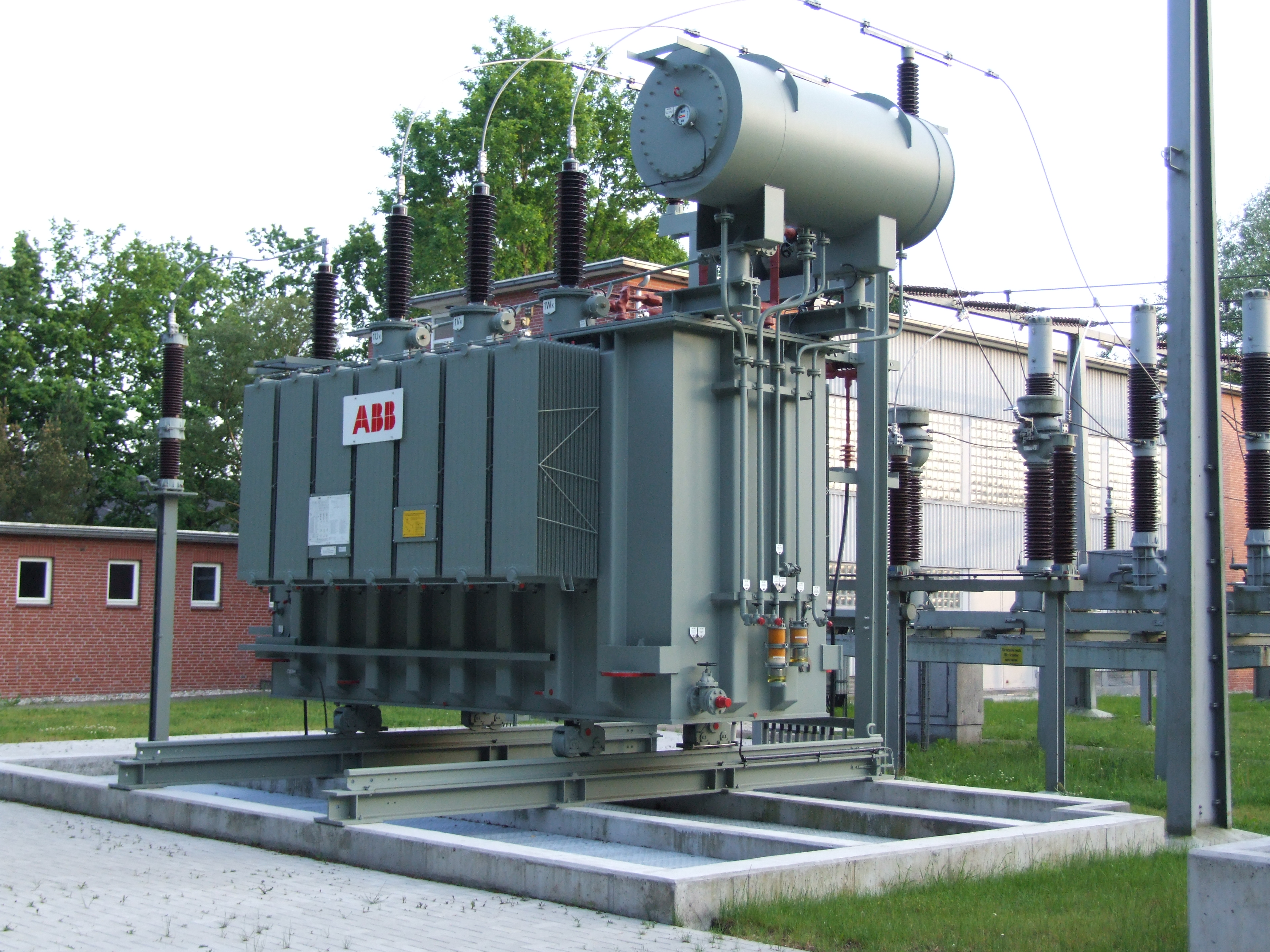
Transformator ABB

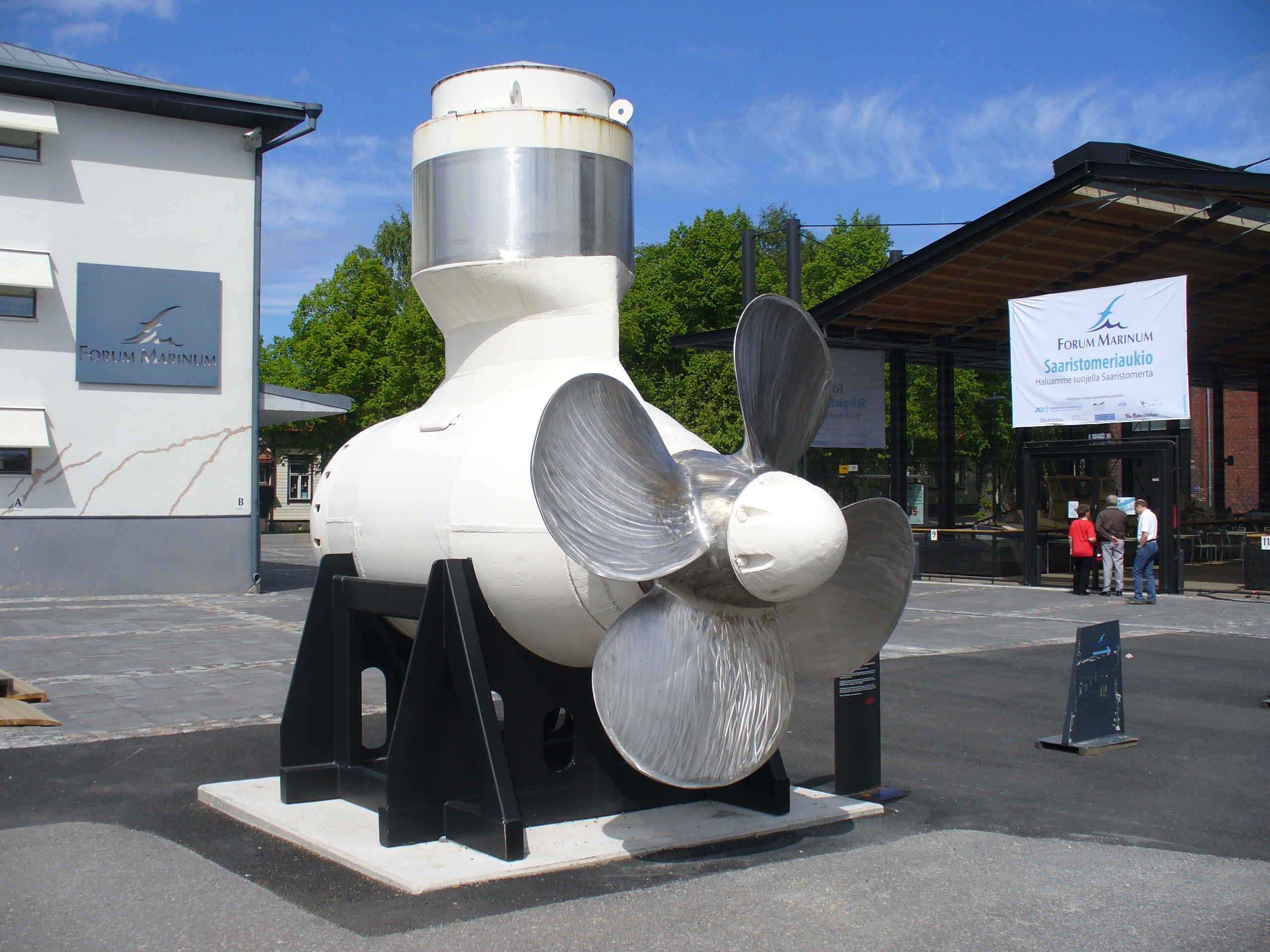
ABB Azipod – napęd elektryczny dla statków

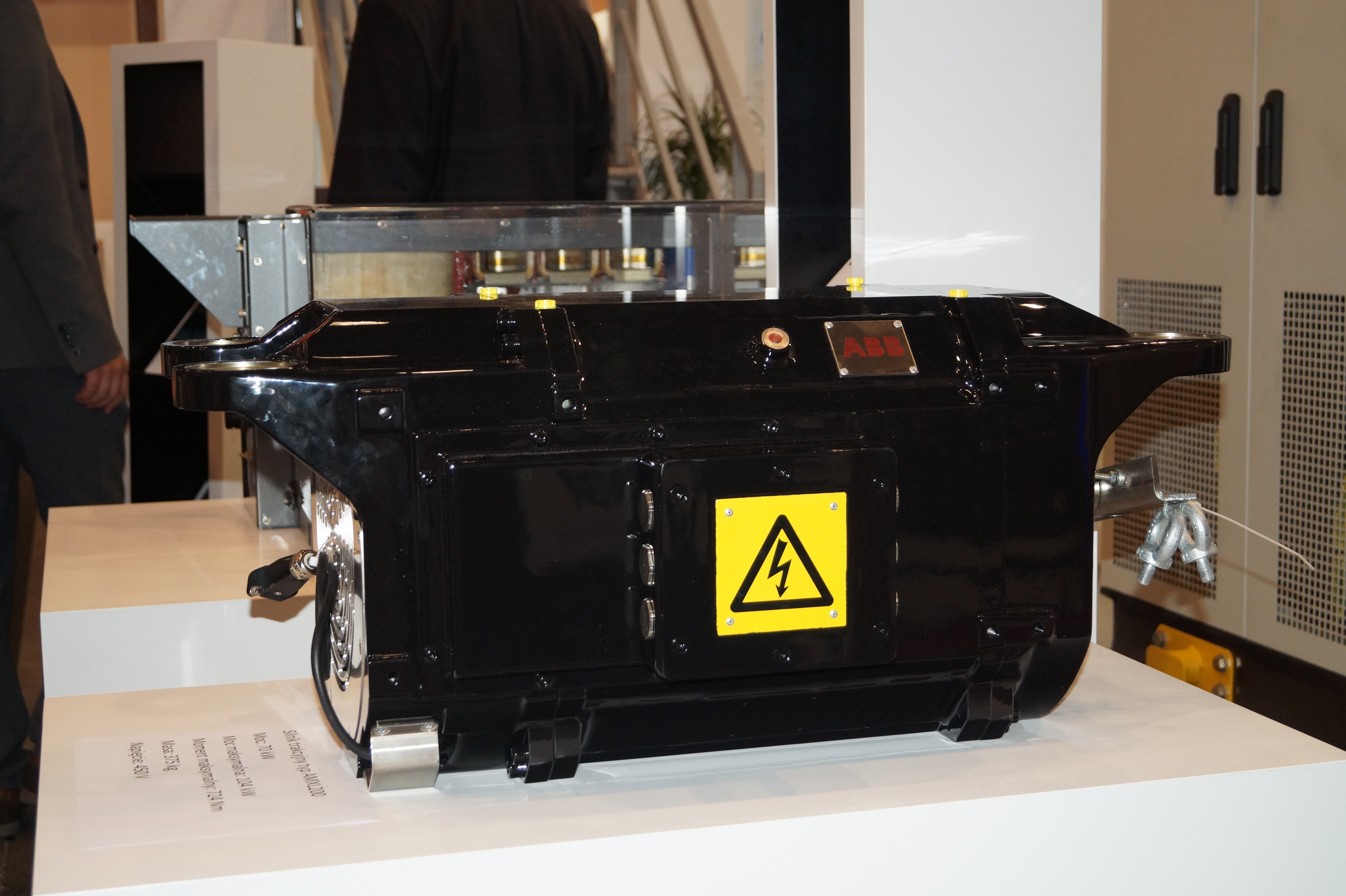
Silnik trakcyjny AMXL 200 prezentowany na Trako 2015

Od reorganizacji w styczniu 2016 r. spółka ABB składa się z czterech dywizji produkcyjno-sprzedażowych oraz z dywizji korporacyjnej:
Produkty i Systemy Elektryfikacji
Dywizja dostarcza produkty i rozwiązania dla zastosowań elektroinstalacyjnych. Są one wykorzystywane zarówno dla zastosowań domowych, jak i do automatyzacji budynków przemysłowych. Główne produkty dywizji to m.in. rozłączniki niskich napięć, wyłączniki, aparatura sterownicza, obudowy, kable i in.
Robotyka i Systemy Napędowe
Dywizja Automatyzacji Produkcji i Napędów dostarcza rozwiązania zwiększające efektywność produkcyjną i energetyczną. W jej ramach znajdują się m.in. takie produkty jak silniki, generatory, napędy, roboty przemysłowe oraz przekształtniki i falowniki.
Automatyka Przemysłowa
Produkty i rozwiązania w zakresie aparatury kontrolno-pomiarowej, automatyzacji i optymalizacji procesów produkcyjnych. W ramach dywizji oferowane są kompleksowe rozwiązania „pod klucz” dla przedsiębiorstw z branż gazowo-paliwowej, farmaceutycznej, wydobywczej, morskiej, papierniczej, przetwarzania surowców mineralnych i innych. Główne produkty to turbosprężarki, systemy sterowania oraz sterowniki PLC.
Produkty i Systemy Energetyki
Dywizja zajmuje się produkcją oraz dostarczaniem kluczowych elementów do przesyłania i dystrybucji energii elektrycznej oraz rozwiązania „pod klucz” kierowane do elektrowni i sieci przemysłowych. Kluczowymi produktami są stacje elektroenergetyczne, FACTS (Elastyczne Systemy Przesyłu Prądu), HVDC (wysokonapięciowe systemy prądu stałego), transformatory, kable wysokiego napięcia oraz systemy zarządzania siecią.

## Marki zależne
Grupa ABB produkuje produkty pod następującymi markami: Accuray, Alfa Laval Automation, ASEA, ASEA Brown Boveri, August Systems, Bailey Controls, Bailey Network Management, Bomem, BBC Brown Boveri Electric, Brown, Boveri & Cie (BBC), Calor Emag, Cellier, EJF, Elettrocondutture, ETSI, Fischer & Porter, Gould ITE, Hartmann and Braun, ITE, Kent, Kuhlman Electric Corporation, Luca System, National Industri, Newave, Reyrolle, SACE, Simcon, Stromberg, Taylor, TBI-Bailey, Totalflow, Turati, Westinghouse, ZWAR.

## Inne projekty
W 2013 roku ABB Sécheron SA dołączył do projektu TOSA (Trolleybus Optimisation Système Alimentation), którego zadaniem było opracowanie koncepcji elektrycznego autobusu, zasilanego podczas postojów na przystankach. Sam proces ładowania trwa jedynie 15 sekund, a autobus nie korzysta podczas jazdy z sieci trakcyjnej.
W 2014 roku ABB dołączyła do projektu Solar Impulse, który polega na opracowaniu załogowego samolotu zasilanego tylko energią słoneczną. W 2015 roku samolot Solar Impulse rozpoczął lot dookoła świata bez konieczności użycia paliwa konwencjonalnego.

## ABB w Polsce
ABB obecna jest w Polsce od lat 90. XX wieku. Grupa zatrudnia około 7200 pracowników (stan na 2019 r.).  Centrala przedsiębiorstwa mieści się w Warszawie, zaś zakłady produkcyjne w Łodzi, Aleksandrowie Łódzkim, Lęborku, Wrocławiu i Przasnyszu oraz w Bielsku-Białej. W Krakowie firma posiada Korporacyjne Centrum Badawcze oraz największe globalne centrum usług wspólnych.
ABB prowadzi w Polsce badania w zakresie sieci i systemów elektroenergetycznych, rozwoju produktów średnich i wysokich napięć, energoelektroniki, nowoczesnych technologii materiałowych, multifizycznych symulacji numerycznych oraz systemów informatycznych.
ABB jest właścicielem dawnych polskich przedsiębiorstw energetycznych, takich jak ZWAR oraz Elta Łódź.

### Produkcja w Polsce

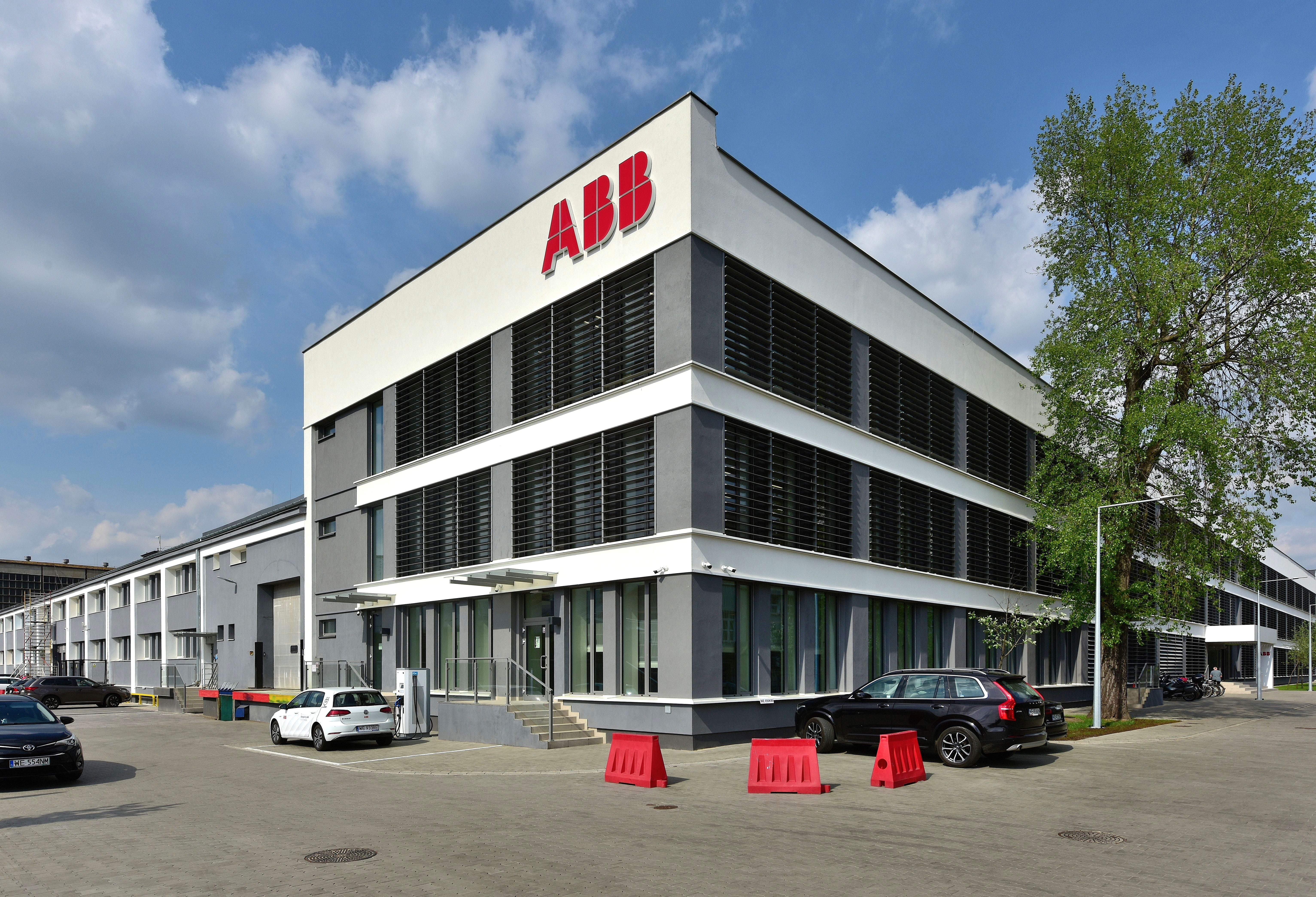
Centrala polskiego oddziału ABB przy ul. Żegańskiej 1 w Warszawie

Poszczególne fabryki ABB w Polsce produkują:
- Łódź: transformatory dystrybucyjne, transformatory mocy, elementy izolacyjne do transformatorów,
- Aleksandrów Łódzki:

1. Zakład Silników Elektrycznych,
2. Zakład Energoelektroniki, Napędów SN i Urządzeń Trakcyjnych: przekształtniki średniego napięcia, przetwornice dla farm wiatrowych, systemy zasilania trakcji elektrycznych, przetwornice taboru kolejowego,

- Wrocław: rozdzielnice niskich napięć, projektowanie systemów automatyzacji elektrowni oraz technologii paliwowo-energetycznych,
- Przasnysz: aparatura średnich i wysokich napięć, przekładniki, rozłączniki, ograniczniki przepięć.

## Prezesi
Od 1 marca 2020 r. prezesem jest Björn Rosengren. Wcześniej, od 17 kwietnia 2019 r. tymczasowym prezesem zarządu ABB Ltd. był Peter Voser po rezygnacji z tego stanowiska Ulricha Spiesshofera.
Wcześniejsi prezesi zarządu:
- 2019–2020: Peter Voser
- 2013–2019: Ulrich Spiesshofer
- 2008–2013: Joe Hogan(inne języki)
- 2008: Michel Demaré – ad interim
- 2005–2008: Fred Kindle(inne języki)
- 2002–2004: Jürgen Dormann(inne języki)
- 2001–2002: Jörgen Centerman
- 1997–2000: Göran Lindahl
- 1987–1996: Percy Barnevik(inne języki)

Byli członkowie zarządu:
- Peter Sutherland
- Donald Rumsfeld